# Åkersbodarna
Åkersbodarna är en bebyggelse vid sydöstra stranden om Styrsjön i Leksands socken i Leksands kommun. Mellan 2015 och 2020 avgränsade SCB här en småort.